# 北カリマンタン州
北カリマンタン州（きたカリマンタンしゅう、インドネシア語: Kalimantan Utara）はインドネシアの州。
州都はタンジュン・セロル。
インドネシア領カリマンタン島（ボルネオ島のインドネシア側）にある5つの州のひとつ。
2020年の人口は約70.2万人。

## 歴史
2012年10月に東カリマンタン州から北部の県が分離する新自治体設置法案が可決されたことで、設置が決まった。州の設立は2013年、州議会の設置は2014年の予定である。

## 行政区分
北カリマンタン州は4の県と1つの市部で分けられている。

### 県
1. マリナウ県（英語版） - (マリナウ（インドネシア語版）)
2. ブルンガン県（英語版） - (タンジュン・セロル)
3. タナ・ティドゥン県（英語版） - (ティデン・パレ（インドネシア語版）)
4. ヌヌカン県（英語版） - (ヌヌカン（英語版）)

### 市
1. タラカン市（タラカン島）